# María Chivite
María Victoria Chivite Navascués (ur. 5 czerwca 1978 w Cintruénigo) – hiszpańska polityk i samorządowiec, działaczka Hiszpańskiej Socjalistycznej Partii Robotniczej (PSOE), senator, od 2019 prezydent Nawarry.

## Życiorys
Absolwentka socjologii na Universidad Pública de Navarra. Uzyskała magisterium z zakresu organizacji i zarządzania zasobami ludzkimi. Działaczka hiszpańskich socjalistów, w latach 2001–2005 wchodziła w skład władz wykonawczych organizacji młodzieżowej PSOE. W latach 2003–2007 była radną rodzinnej miejscowości, a od 2011 do 2013 zasiadała w radzie Valle de Egüés.
Od 2007 do 2011 sprawowała mandat posłanki do parlamentu Nawarry. Następnie do 2015 wchodziła w skład hiszpańskiego Senatu. W 2012 dołączyła do zarządu PSN-PSOE, regionalnego oddziału socjalistów w Nawarze. W 2014 powołana na sekretarza generalnego tej organizacji. W 2015, 2019 i 2023 ponownie wybierana do regionalnego parlamentu.
W sierpniu 2019 na skutek drugiego głosowania objęła urząd prezydenta Nawarry. Jej wybór był możliwy dzięki wstrzymaniu się od głosu części posłów separatystycznej koalicji Euskal Herria Bildu. Stanowisko prezydenta utrzymała na kolejną kadencję w sierpniu 2023 (ponownie dzięki wstrzymującym się głosom separatystów).